# Le Cycle
Pour plus de détails, voir Fiche technique et Distribution.
Le Cycle (titre original : Dayereh mina) est un film iranien réalisé par Dariush Mehrjui en 1974. Le film, bloqué par la censure iranienne, n'est sorti sur les écrans qu'en 1978.

## Synopsis
Téhéran. Le destin tragique d'un vieillard, misérable et gravement malade, essayant d'être admis, avec l'aide de son fils, Ali, dans un des hôpitaux les plus modernes de la capitale. Aux portes de l'hôpital, un homme en voiture leur propose de gagner un peu d'argent. Il les conduit ensuite vers un camion rempli de clochards et de drogués donnant leur sang. L'homme qui se livre à cette opération touche une commission. Au cours d'une réunion du personnel de l'hôpital, un médecin dénonce le sang contaminé fourni à longueur d'année et qui provoque la mort des patients. Ali se livre, à présent, à un fructueux trafic. En même temps, son père décède à la suite de pénibles souffrances...

## Fiche technique
- Titre du film : Le Cycle
- Titre original : Dayereh mina
- Réalisation : Dariush Mehrjui
- Scénario : Dariush Mehrjui, d'après Aashghaal-duni de Gholam-Hossein Sa'edi (fa)
- Photographie : Houshang Baharlou (fa)
- Musique : Hormoz Farhat (fa)
- Montage : Talat Mirfendereski (fa)
- Son : Robert Grigorians
- Assistant-réalisateur : Muhammad Bozorgnia
- Société de production : Telfilm
- Pays d'origine :  Iran
- Langue : persan
- Format : Eastmancolor, 35 mm
- Durée : 101 minutes
- Sortie : 1978

## Distribution
- Saeed Kangarani (fa) : Ali
- Ezzatollah Entezami : Dr Sameri
- Forouzan : Zahra
- Bahman Fersi (fa) : Dr Davoudzadeh
- Esmaeil Mohammadi (fa) : le père
- Ali Nassirian : Esmaïl
- Rafi Halati :
- Marzieh Boroumand :
- Soroosh Khalili (fa) :
- Atash Khayyer (fa) :
- Jamshid Layegh (fa) : Doctor
- Mohammad Motie (fa) : Abbas
- Iraj Rad :
- Rahim Roshanian :
- Amrolah Saberi (fa) : Doctor Javaheri
- Esmail Shangale (fa) :

## Commentaire
Produit grâce à l'aide du ministère de la Santé et de la Télévision iranienne, le film de Dariush Mehrjui sera néanmoins interdit durant trois ans. « Film remarquable par son écriture nette et incisive, le Cycle relate les trafics de sang humain nécessaire aux hôpitaux ». Tout autant qu'une étude sociologique sans complaisance sur « la corruption étalée partout, l'inertie de l'administration et diverses autres tares paralysant la société iranienne, le film est une fable impitoyablement logique et dévastatrice où l'exploité finit par devenir l'exploiteur à son tour. »
Le Cycle inaugura sur FR3, en avril 1982, une série de Jean Lacouture et Jean-Louis Guillebaud, appelée Cinéma sans visa, dont l'objectif était de faire connaître au public des cinématographies nationales peu représentées dans la distribution commerciale. L'émission prit fin en août 1986 après avoir présenté plus de quarante films de trente-deux pays.